# Pieter de Graeff
Pieter de Graeff, vrijheer van Zuid-Polsbroek, heer van Purmerland en Ilpendam (Amsterdam, 15 augustus 1638 - aldaar, begraven 8 juni 1707), was schepen van Amsterdam, (president)-bewindhebber van de Vereenigde Oost-Indische Compagnie (VOC) en raadsman van zijn neef en zwager Johan de Witt.
Pieter was een lid van het Amsterdamse geslacht De Graeff dat, samen met de familie Bicker, een halve eeuw het bestuur over de stad Amsterdam en over het gewest Holland en daarmee over de Republiek der Verenigde Nederlanden in handen had.

## Biografie

### Jeugd, familie en opleiding
Pieter de Graeff, de oudste zoon van Cornelis de Graeff en Catharina Hooft, was een jeugdvriend van Willem III van Oranje, de latere koning-stadhouder. Hij speelde samen met zijn broer in het huis aan de dijk naar Soest (het latere paleis Soestdijk) met de prins. In 1655 reisde hij met Joan Huydecoper van Maarsseveen (junior) en diens vader, burgemeester Huydecoper en de Amsterdamse stadssecretaris Joan Corver op diplomatieke missie naar Frederik Willem van Brandenburg in Berlijn. Daar werden besprekingen gevoerd over een bondgenootschap tegen Karel X van Zweden. Pieter beschreef de bijzonderheden van de reis in zijn dagboek. Tussen 1658 en 1660 reisde hij naar Engeland en Frankrijk. In het laatstgenoemde jaar verkreeg hij aan de Universiteit van Orléans een licentiaat in het civiel en canoniek recht. Na veel diplomatiek overleg tussen Maria Henriëtte Stuart en het Amsterdamse stadsbestuur werd zijn vader in december 1660 samen met Johan de Witt, Gillis Valckenier, Lodewijk van Nassau-Beverweerd en Nanning van Foreest met het voogdijschap belast over de tienjarige prins Willem, "het kind van staat".

### Huwelijk
De Graeff trouwde met zijn nicht Jacoba Bicker. Bij hun bruiloft op Ilpenstein waren de dichters Gerard Brandt, Jan Vos en Joost van den Vondel aanwezig, en ook de raadspensionaris De Witt. Vondel bezong dit huwelijk met een gedicht en Jan Vos met een vers. Uit het huwelijk werden drie kinderen geboren:
- Cornelis de Graeff, heer van Purmerland en Ilpendam (1671-1719); kanunnik van het kapittel van Sint Pieter te Utrecht
- Johan de Graeff, vrijheer van Zuid-Polsbroek (1673-1714), getrouwd met Johanna Hooft; schepen, lid van de vroedschap en stadssecretaris van Amsterdam
- Agneta de Graeff, getrouwd met Jan Baptiste de Hochepied; zij kocht het huis Korte Vijverberg 3 te Den Haag, tegenwoordig het Kabinet van de Koning

In 1664 volgde Pieter zijn vader op als (President)-bewindhebber van de Vereenigde Oost-Indische Compagnie.

### De Graeff en Johan de Witt
De Graeff werd door zijn huwelijk een zwager van Johan de Witt en diens raadsman. De meeste correspondentie met De Witt, Christiaan Huygens, Jacob Boreel en Jan Lievens is verloren gegaan. Het Waterlands Archief bewaart de correspondentie tussen De Graeff en De Witt, betreffende de opvoeding van de jonge prins. De Graeff was sedert 1666 commissaris van zeezaken. In 1667 werd hij commissaris van de Amsterdamse Wisselbank, en een jaar later werd hij vroedschapslid en lid van de schepenbank. In het Rampjaar 1672 werd hij door Willem III vanwege zijn steun voor De Witt - samen met zijn broer Jacob, zijn oom Andries de Graeff, zijn zwager Lambert Reynst en Hans Bontemantel - als oud-schepen uit het Amsterdamse stadsbestuur verwijderd. Voor de staatsgezinde Pieter de Graeff betekende het herstel van het stadhouderschap dat hij uit zijn ambten werd ontslagen. Hij behield slechts zijn functie van (president)-bewindhebber van de VOC.
Na de moord op De Witt werd hij benoemd tot voogd van diens vijf kinderen, waaronder Johan jr..

### Na het Rampjaar 1672
In het Rampjaar 1672 werd de Hervormde kerk van Polsbroek grotendeels door Franse troepen verwoest. In 1676 werd de kerk herbouwd. De Graeff, als vrijheer van Zuid-Polsbroek, schonk een nieuw glas. Ook Pieters jongere broer Jacob de Graeff, stadhouder Willem III, de VOC, de bestuurders van Amsterdam en van het Hoogheemraadschap van den Lekdijk Benedendams en van den IJsseldam hebben nieuwe glazen geschonken.  In 1674 werd Pieter de Graeff voor een fiscaal vermogen van 130.000 gulden aangeslagen. In 1678 was hij samen met Johannes Huydecoper (1656-1703) en Joseph Coymans (1656-1720) in Parijs, op bezoek bij de ambassadeur Jacob Boreel.
De Graeff was een ossenweider en geïnteresseerd in zaken als landbouw en veeteelt. Hij bemoeide zich dagelijks met zijn heerlijkheid Polsbroek en met zijn bezit aan grond in Purmerland en Ilpendam. Tussen 1664 en 1706 schreef De Graeff tientallen dagboeken. Daarnaast was hij een verwoed genealoog, maar knoeide met de afkomst van zijn voorgeslacht. Hij had op Ilpenstein een kamer met enkel familieportretten ingericht.
Pieter de Graeff stierf op voor 8 juni 1707 in zijn huis aan de Herengracht. Hij is op 8 juni 1707 begraven in de Oude Kerk te Amsterdam.

### Varia
- In 1652 werd hij samen met zijn vader, zijn moeder en zijn broer Jacob door Jan Victors uitgebeeld als de aartsvader Isaak en Rebekka.
- In 1669 werd hij samen met zijn broer Jacob door Karel Dujardin geschilderd; in 1674 samen met zijn echtgenote Jacoba Bicker door Wallerant Vaillant en in 1675 door Gerard Terborch.
- Hij gaf Romeyn de Hooghe opdracht gravures van zijn landhuis Valkenburg in Heemstede te maken, waarvan hij in 1684 eigenaar was geworden en dat in 1697 door hem werd uitgebreid.
- Pieter de Graeff bewoonde een grachtenpand aan de Herengracht 573, tegenwoordig het Tassenmuseum Hendrikje. In 1691 ontwierp De Hooghe grisailles voor vier nissen in het voorhuis van De Graeffs grachtenpand.
- De Graeff was eigenaar van het kasteel Ilpenstein en de buitenplaatsen Vogelsang en Bronstee.